# ثورة حمص (864-865)
```
ثَوْرةُ حِمْص أو تَمرُّد حِمْص (864-865)
 هي ثورة شعبيَّة خرجت من مدينة 
حِمْص
 وسط ولاية 
الشَّام
 في زمن الخليفةُ العبَّاسِي 
أحمَد المُسْتَعين بالله
، حيث قتلوا العامل العباسي في المدينة ونهبوا أمواله وسبوا نساؤه، إلا أنها انتهت بعد حملة القائد العسكري 
مُوسى بن بُغا الكبير
، والذي دمَّر المدينة وأحرقها وقتل من سُكانها خاصةً النَّصارى واليهود عِقابًا على تمرُّدهم.
```

## الخلفية
ذكر المُؤرخون أن أهل حِمْص وثبوا على العامل العبَّاسي على المنطقة كَيدر بن عُبيد الله حتى أخرجوه منها، وكانت أرضُها مفروشة بالصخر، وقد حاول الخليفة العبَّاسي أحمَد المُسْتَعين بالله أن يُحسن إليهم فأرسل بدلًا عنه الفَضْل بن قارن، وهو أخٌ لمازيار بن قارن الطَّبري، إلا أنهم عادوا وثاروا عليه، فأمر الفَضْل بقلع الفرش، ولكن الحمصيين غضبوا أكثر، وأعادوا الفرش إلى شوارع مدينتهم، ثم توجهوا إلى دار الوالي الفَضْل حتى تمكنوا منه، فنهبوا أمواله ونساؤه، ثم صلبوه وقتلوه.

## المعركة
بعد أن وصلت أنباء ما حصل للوالي الفَضْل ولنساؤه وأمواله، غضب الخليفة المُسْتَعين بالله، وقرر إرسال أشجع قاداته وهو مُوسى بن بُغا الكبير، والذي زحف نحو حِمْص، فتلاقى مع الثائرون في منطقة بين حِمْص والرَّسْتَن، فهزمهم وكبَّدهم مقتلة كبيرة.

## دمار حمص
بعد هزيمة الثُّوار، توجه القائد العباسي مُوسى بن بُغا نحو مدينة حِمْص وفتحها بسهولة، ثم قتل من أهلها مقتلة عظيمة، وكان من بينهم عددٌ كبير من نصارى ويهود المدينة.
لم يكتفِ القائد مُوسى بقتل الثائرين والموالين لهم، بل قرر هدم سُورها عِقابًا لهُم ثُم أشعل المدينة وأحرقها، وفي النهاية أسر من أعيانها ووُجوه المدينة قُرابة المائة شخص، وأرسلهم نحو الخليفة إلى العاصِمة سُرَّ من رأى لينظُر في أمرهم.

## بعد الثورة
لاذ زعيم الثورة عطيف بن نعمة الكلبي إلى البَدو هربًا من القُوات العبَّاسِيَّة، وقد عمد الخليفة المُسْتَعين إلى استرضائه بأن عيَّنهُ حاكِمًا على قِنَّسْرِين، وما أن وثق به عطيف حتى أوعز الخليفة إلى مُحَمد المُولد بقتله عِقابًا له.

### فهرس المنشورات
1. 1 2 3 4  أسعد (1984)، ج. 2، ص. 139 - 140.
2. ↑  ابن الأثير (2005)، ص. 999.
3. 1 2  ابن الأثير (2005)، ص. 1003.
4. ↑  أسعد (1984)، ج. 2، ص. 148.

### معلومات المنشورات كاملة
الكتب مرتبة حسب تاريخ النشر
- منير الخوري عيسى أسعد (1984)، تاريخ حمص، من ظهور الاسلام حتى يومنا سنة 622 - 1977 م (ط. 1)، مطرانية حمص للروم الأرثوذكس، ج. 2، QID:Q124355712
- ابن الأثير الجزري (2005)، الكامل في التاريخ، مراجعة: أبو صهيب الكرمي، عَمَّان: بيت الأفكار الدولية، OCLC:122745941، QID:Q123225171